# أوتو ك. ليند
أوتو ك. ليند (بالدنماركية: Otto Katharus Lind)‏ هو عسكري دنماركي، ولد في 28 نوفمبر 1920، وتوفي في 8 سبتمبر 2000 في فيبورغ في الدنمارك.